# Illusion (Album)
Illusion ist das zweite Studioalbum der britischen Progressive-Rock-Gruppe Renaissance. Es wurde 1970 aufgenommen, aber erst 1971 veröffentlicht.

## Hintergrund
Im Laufe der Aufnahmen für dieses Album fiel die Besetzung, die im Jahr davor das Debütalbum aufgenommen hatte, auseinander. Jim McCarty verließ die Band als erster, weil er keine Lust auf eine Europatournee hatte. Keith Relf und Louis Cennamo trennten sich danach ebenfalls von Renaissance, ihre Wege kreuzten sich später nochmals bei der Band Armageddon. McCarty blieb Renaissance aber noch einige Zeit als Songwriter verbunden und er brachte Michael Dunford zur Band.
Gitarrist Michael Dunford rekrutierte neue Mitglieder: Sänger Terry Crowe, Schlagzeuger Terry Slade, Bassist Neil Korner. Diese neue Besetzung nahm Mr. Pine auf, das einzige (veröffentlichte) Renaissance-Stück, in dem Gründungsmitglieder (John Hawken & Jane Relf) zusammen mit einem Mitglied der „klassischen“ Besetzung (Michael Dunford) zu hören sind. Es enthält ein Thema, das in dem bekannteren Stück Running Hard vom Album Turn of the Cards nochmals Verwendung findet.
Um das noch nicht komplette Album zu vervollständigen, kam noch einmal die Originalbesetzung zusammen (außer John Hawken) um Past Orbits of Dust aufzunehmen. Don Shinn half dabei an den Keyboards aus. Für die Songs Love Is All und Past Orbits of Dust schrieb Betty Thatcher, eine Freundin von Jane Relf, die Texte. Die Besetzung Dunford, Hawken, Korner, Crowe, Slade und Jane Relf ging nach Abschluss der Aufnahmen auf Europatournee.
Die Erstveröffentlichung von Illusion war 1971 in Deutschland, 1973 folgte das Release in Frankreich und Israel, erst 1977 in Großbritannien und Japan.

## Titelliste
Seite 1
1. Love Goes On – 02:51 (Relf)
2. Golden Thread – 08:15 (McCarty/Relf)
3. Love Is All – 03:40 (McCarty/Thatcher)
4. Mr. Pine – 07:00 (Dunford)

Seite 2
1. Face of Yesterday – 06:06 (McCarty)
2. Past Orbits of Dust – 14:39 (McCarty/Relf/Thatcher)

## Kritiken
„Ganz übel sind die beiden "Love"-Liedchen. Das Flower-Power-Pop-artige Love Goes On klingt zwar in seiner naiven Hippie-Seligkeit eigentlich ganz nett, aber das ständige "ba ba ba ba ba love goes on" nervt auf Dauer ziemlich. Love Is All schließlich ist simpler Schmusepop, bei dem nur das klassisch inspirierte Klavierspiel von John Hawken aufhorchen lässt.“

„"Past orbits of dust" ist zum Schluss ein Longtrack, der nicht nur "Rajah Kahn" vom "Prologue"-Album vorwegzunehmen scheint, sondern der auch ein würdiger Nachfolger von "Bullet" ist: eine erlesene Komposition (klingt ja wie Pralinenwerbung) aus Cembalo, Bass und Schlagzeug, die zum Ende hin immer experimenteller wird und trotzdem keineswegs ein Abklatsch von "Bullet" ist. Dies ist genau die Art von Musik, wie sie auf Live-Auftritten endlos gedehnt und mit immer neuen Improvisationen zu einem Abendfüller gemacht werden kann, und allein wegen dieses Stücks hätte ich gern mal einen Auftritt dieser Band erlebt (zumal es ja kaum entsprechende Aufnahmen von Pink Floyd aus derselben Zeit gibt). Auch trotz der zwei schwächeren Liedchen kann ich dieses Album ohne Bedenken empfehlen.“

„Definitely not as good as the debut, Illusion is a confused and patchy album, but surprisingly still good and a definitely a Renaissance-worthy album, that should not be overlooked, but investigated in a second or third wave.“

„The moods Renaissance create on the album are really great, and with the exception of the two short and rather hippie like songs Love Goes On and Love is All, the album is a masterpiece in my ears.“